# Cascadepark (Almere)
Het Cascadepark is een park in de Nederlandse stad Almere. Het park is gelegen in het stadsdeel Almere Poort, tussen de wijken Columbuskwartier, Homeruskwartier en Europakwartier in. Het park, dat in 2010 werd aangelegd, wordt bijna volledig omringd door water.
In 2011 konden kinderen via de website van Het Klokhuis meedenken over het ontwerp van Het KlokHUIS. Uit meer dan duizend inzendingen werden de beste vijf ontwerpen uitgekozen door een professionele jury onder leiding van Rijksbouwmeester Liesbeth van der Pol. Klokhuisarchitect Jord den Hollander heeft de beste ontwerpen samengevoegd tot het uiteindelijke ontwerp dat in het Cascadepark is gerealiseerd. 
In de loop van de tijd zijn er diverse voorzieningen toegevoegd, veelal op lokaal initiatief. Zo is er het eerdergenoemde Klokhuis, maar ook andere voorzieningen zoals een onderkomen voor een buitenschoolse opvang, een labyrint-moestuin, een rozentuin, een Playground, een grote natuurlijke speeltuin en twee scholen: Aeres MBO Almere en International School Almere. De laatste twee zijn beide in Cascadepark Oost gevestigd.

## Fotogalerij

Een panorama van het Cascadepark, oktober 2024

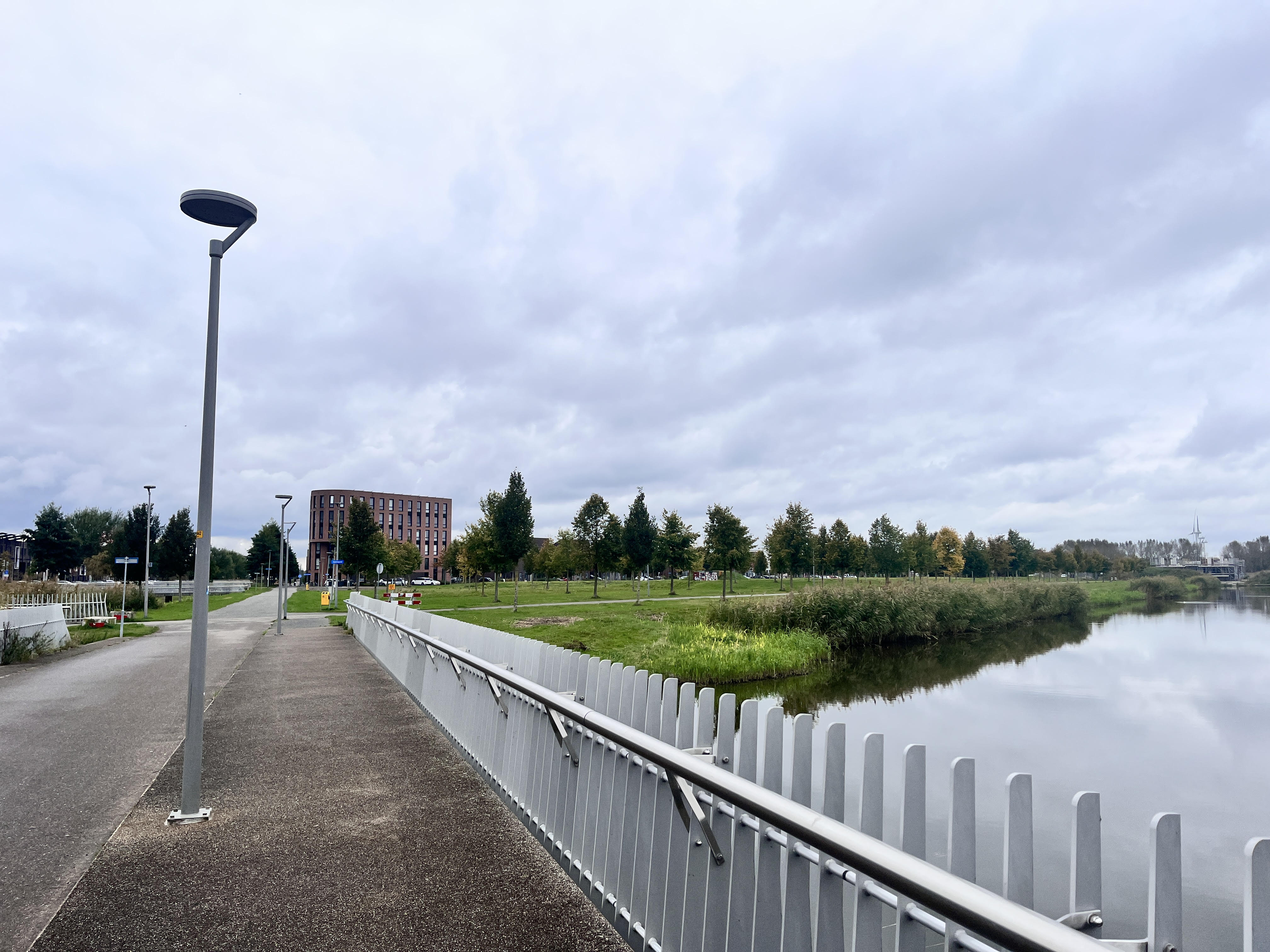
Het noorden van het Cascadepark
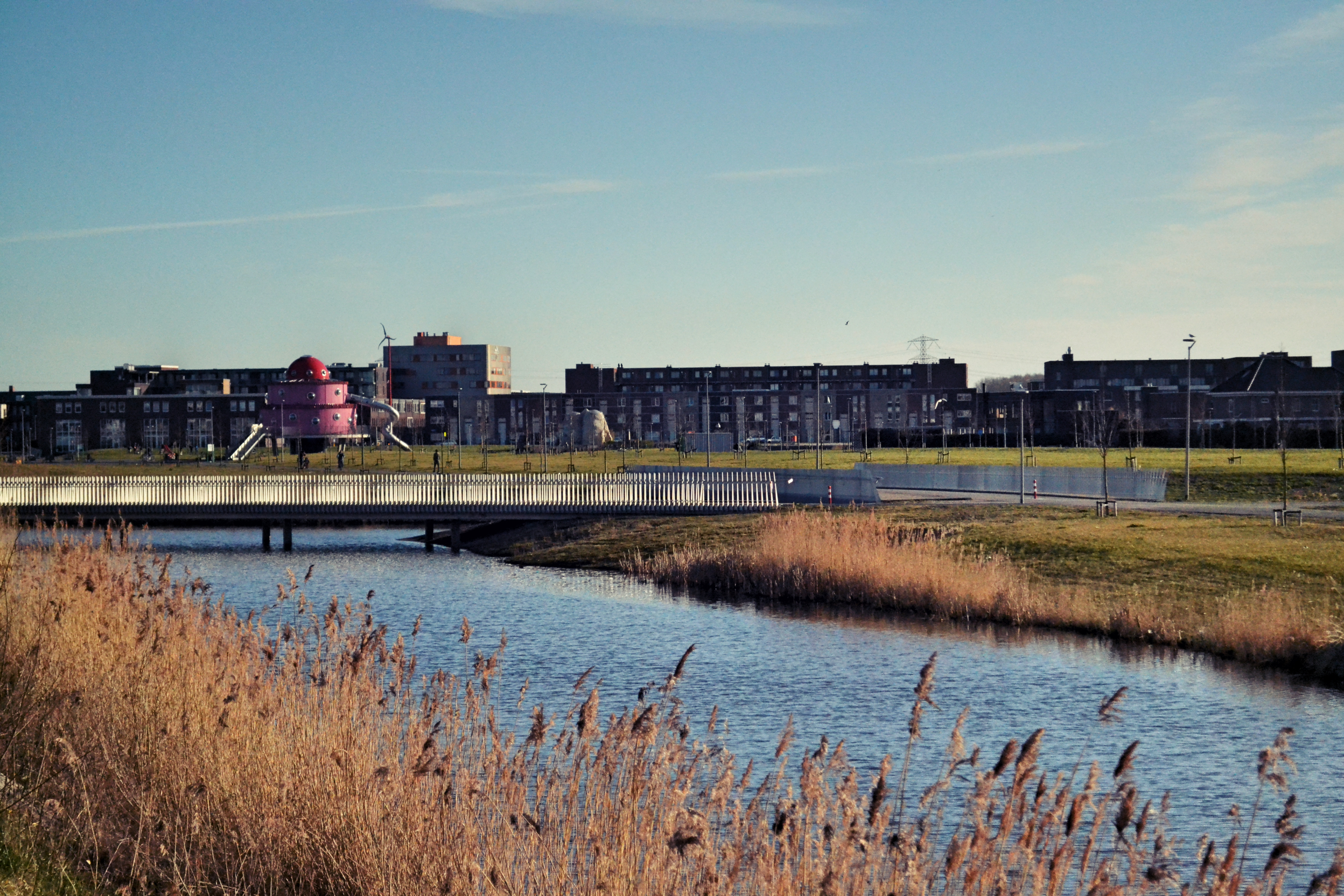
het Cascadepark in 2015

Beatrixpark ·
Beginbos ·
Bos der Onverzettelijken ·
Cascadepark ·
Den Uylpark ·
Ebenezer Howardpark ·
Hannie Schaftpark ·
Homeruspark ·
Stadslandgoed de Kemphaan ·
Kromslootpark ·
Lage Vaartoever ·
Laterna Magikapark ·
Leeghwaterplas ·
Lumièrepark ·
Meridiaanpark ·
Muzenpark ·
Noorderleede Oever ·
Oostelijke Groene Wig ·
Overgooische Zoom ·
Polderpark ·
Vroege Vogelbos ·
Westelijke Groene Wig
1. 1 2  Cascadepark: basisgegevens – Parken in Almere. Geraadpleegd op 5 oktober 2024.